# Convair XFY-1 Pogo
El Convair XFY Pogo  fue un avión experimental de despegue y aterrizaje vertical “sentado sobre su cola” (tail sitter). Se pretendía investigar el potencial de un caza de pequeñas dimensiones que despegara y aterrizara en posición vertical, desde pequeñas plataformas instaladas en diversos tipos de buques.

## Descripción
Después de la Segunda Guerra Mundial, la Marina de los EE. UU. estaba buscando la forma de mejorar el equipamiento de defensa de los buques mercantes con aviones de despegue vertical.
La solicitud de propuestas era para un caza de un solo asiento de despegue y aterrizaje vertical de combate que se podría utilizar para escoltar convoyes, con base en buques de carga sin cubiertas de vuelo.
El Pogo tiene una disposición de alas en delta y dos hélices contrarrotativas de tres palas, con un motor turbopropulsado de 5500 CV Allison YT40-A-16.  Se trataba de un avión de combate de alto rendimiento, capaz de operar desde pequeñas naves de guerra.
Aterrizar el XFY-1 era difícil ya que el piloto tenía que mirar por encima de su hombro mientras manipulaba cuidadosamente el acelerador mientras descendía.

## Diseño y desarrollo
Tras la Segunda Guerra Mundial, el conflicto entre los Estados Unidos y la Unión Soviética impulsó al Ejército de los Estados Unidos y a la Marina para estudiar las operaciones  VTOL. En mayo de 1951, Lockheed y Convair se adjudicaron contratos destinados a diseñar, construir y probar dos cazas experimentales VTOL que fueran adecuados para su uso por las fuerzas armadas. 
A pesar de que las estipulaciones del contrato indicaban que cada fabricante dispondría dos prototipos, cada uno de ellos sólo fue capaz de construir uno, presentándose el Lockheed XFV-1, y el Convair XFY, apodado "Pogo".

## Tests y evaluación

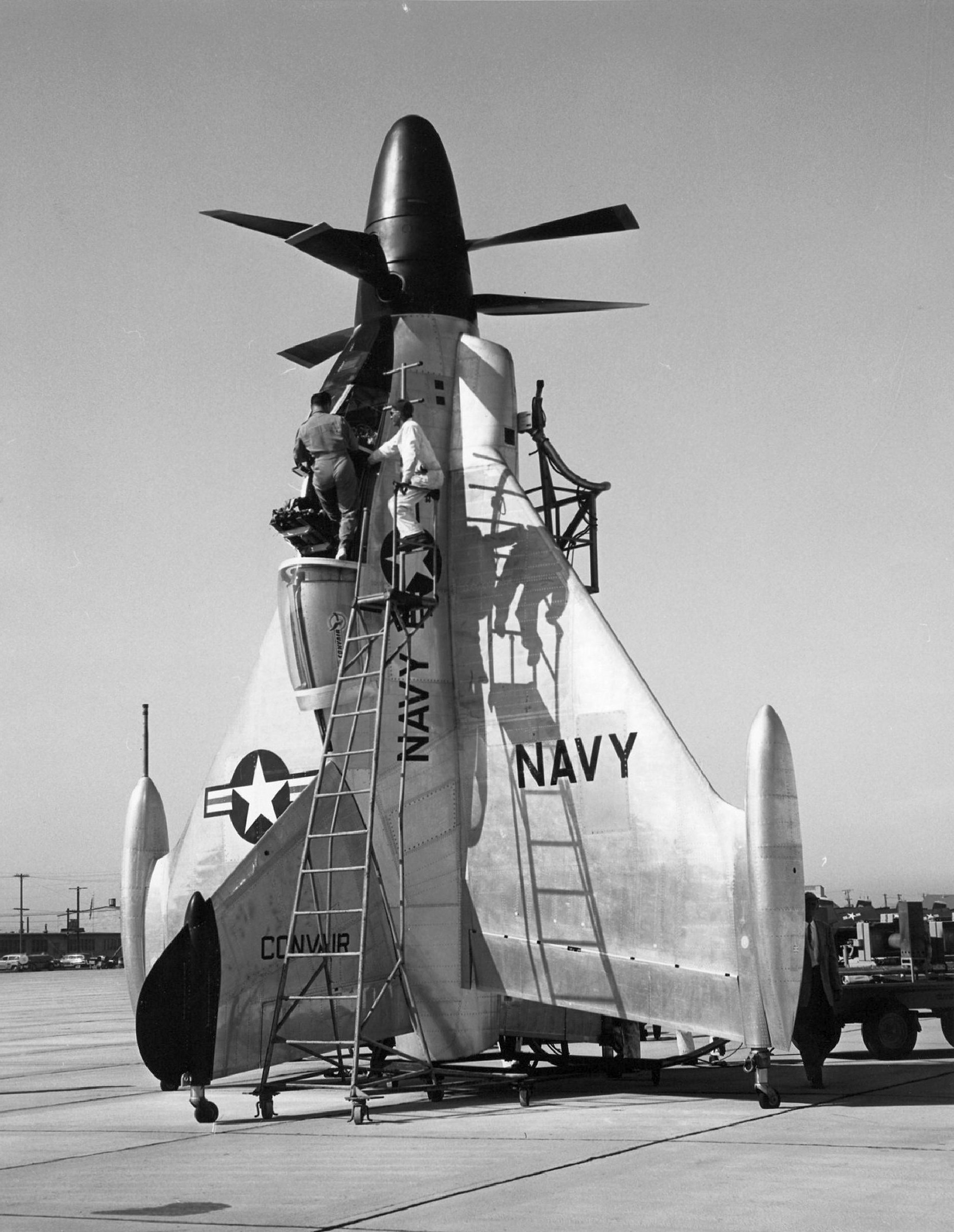
El piloto del XFY-1 debía entrar dificultosamente al avión.

El 19 de abril de 1954, un piloto de pruebas de la reserva de la marina e ingeniero de la Convair, el teniente coronel James F. "Skeets" Coleman, hizo el primer vuelo amarrado en el Pogo.  El XFY-1 es como ningún otro avión de hélice.  Ningún avión anterior con un peso similar, la potencia del motor, o de ese  tamaño nunca había intentado despegar y aterrizar verticalmente. Para la seguridad de la nave y su piloto, la primera prueba consistió en que el cono de la hélice fue retirado y enganchado a líneas de amarre de seguridad para el caso en que Cole-man perdiese el control de la nave y prevenir que el avión cayese al suelo.
En el otro extremo del cable conductor estaba otro ingeniero, Bob McGreary. A pesar de que Coleman nunca perdió el control, McGreary estaba controlando el cabestrante, que podría ser activado para tirar de los amarres que evitarían la caída de la nave a tierra. Para mayor seguridad de prevención, cuatro cables de seguridad se ataron a cada ala en el caso se perdiera el control en cualquier eje.
A lo largo de las siguientes semanas, Coleman realizó casi 60 horas de vuelos de prueba en el Pogo, y para el mes de agosto, la prueba se trasladó a condiciones exteriores. El 1 de agosto de 1954, Coleman conectado hizo al aire libre dos vuelos de prueba, en el segundo intento el modelo voló a una altura de 50 metros en el aire, y llegó a completar 70 ciclos de aterrizaje-despegue en la Estación Aérea Naval auxiliar de Brown Field, California.
La primera transición de vuelo horizontal a vertical y viceversa tuvo lugar el 2 de noviembre de 1954. Pero más tarde, en  los vuelos con mayor duración, se encontraron deficiencias de diseño. Debido al ligero diseño y la falta de alerones y frenos de aire del Pogo, el avión carecía de la capacidad para frenar y detenerse de manera eficaz después de cambiar a altas velocidades. El aterrizaje también fue un problema, ya que el piloto tenía que mirar hacia atrás para estabilizar la nave. Debido a estos problemas, el proyecto  XFY fue puesto en pausa.

### Pruebas posteriores

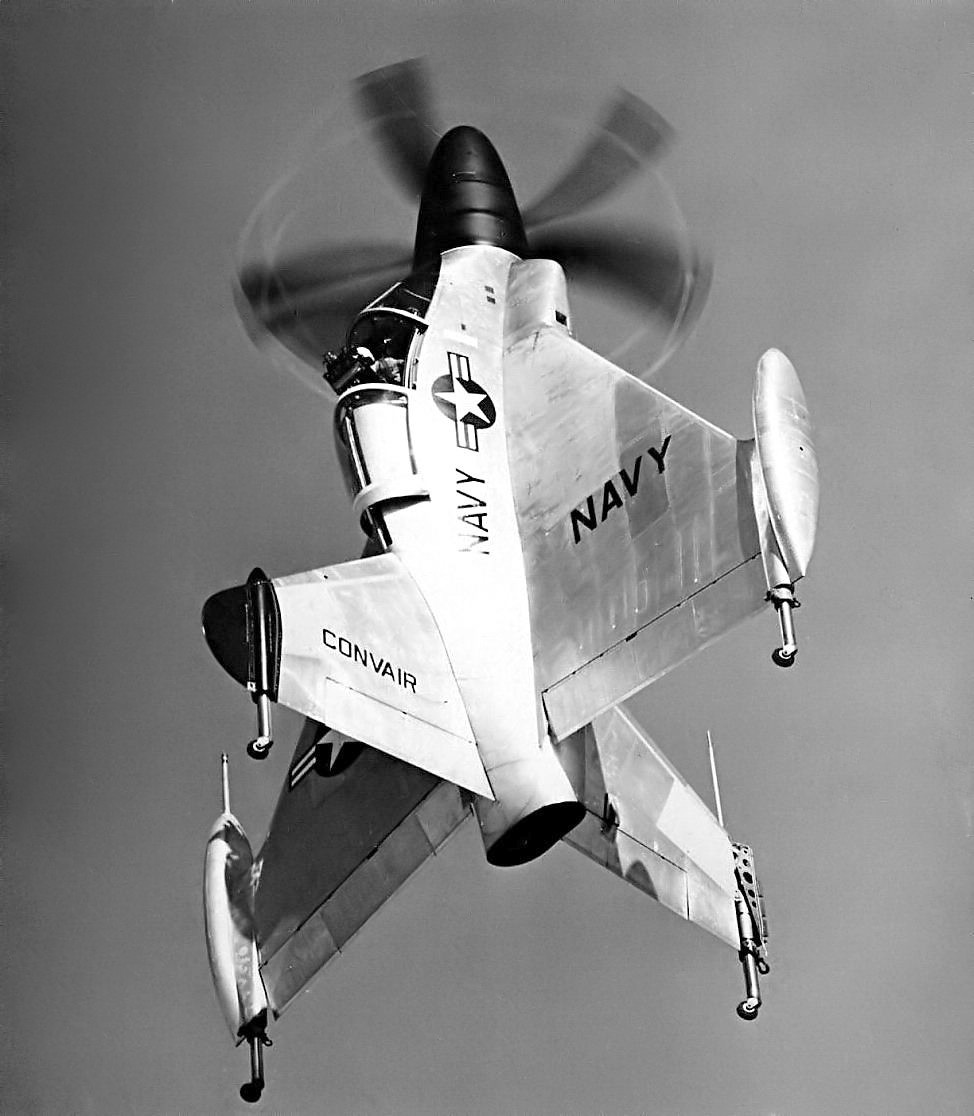
Convair XFY-1.

Aunque un vuelo de prueba se hizo el 19 de mayo de 1955, que terminó en fracaso de nuevo, el 1 de agosto de 1955, el proyecto concluyó formalmente. El último vuelo del Pogo tuvo lugar en noviembre de 1956.

## Actualidad
El programa VTOL de la Armada fue un fracaso. El XFY y XFV no contribuyeron en nada al desarrollo de los modernos aviones VTOL.  El Pogo se trasladó a la Museo Silverhill, Maryland, en 1973, donde se expone actualmente.

## Especificaciones (XFY-1)

### Características generales
- Tripulación: 1
- Longitud: 10,7 m (35 ft)
- Envergadura: 8,4 m (27,7 ft)
- Altura: 7 m (22,9 ft)
- Superficie alar: 33 m² (355 ft²)
- Peso vacío: 5345 kg (11 780,4 lb)
- Peso máximo al despegue: 7371 kg (16 245,7 lb)
- Planta motriz: 1× turbohélice Allison YT40-A-6.
  - Potencia: 4303 kW (5770 HP; 5850 CV)
- Hélices: 2× tripalas contrarrotatorias por motor.

### Rendimiento
- Velocidad nunca excedida (Vne): 982 km/h (610 MPH; 530 kt) a 4570 m s. n. m.
- Velocidad crucero (Vc): 640 km/h (398 MPH; 346 kt)
- Alcance: 640 km (346 nmi; 398 mi) a 10000 m s. n. m.
- Techo de vuelo: 13.320 m
- Régimen de ascenso: 53,3 m/s (10 492 ft/min)
- Carga alar: 186 kg/m² (38,1 lb/ft²)

### Armamento
- Cañones: 4× 20 mm (propuesto)
- Cohetes: 46 × cohete 69,85 mm (2,76) Mc-4 colocados en el área alar (propuesto).

### Aeronaves similares
- Focke-Wulf Triebflügel
- Heinkel Lerche
- Lockheed XFV

### Secuencias de designación
- Secuencia Numérica (interna de Convair): ← 2 - 3 - 4 - 5 - 6 - 7 - 8/8-24 →
- Secuencia F_Y (Cazas de la Armada estadounidense, 1922-1962 (Convair, 1954-1962)): FY - F2Y

### Listas relacionadas
- Anexo:Aeronaves militares de los Estados Unidos (navales)